# الكديرا (المضاربة والعارة)

تعديل مصدري - تعديل

الكديرا هي إحدى قرى عزلة المضاربة بمديرية المضاربة والعارة التابعة لمحافظة لحج، بلغ تعداد سكانها 891 نسمة حسب تعداد اليمن لعام 2004.